# Ħal Qormi
Ħal Qormi, també anomenada Qormi  o Città Pinto, és una ciutat de Malta, situada en una zona propera a la capital. En el cens de 2005 tenia 16576 habitants, cosa que la fa la tercera ciutat més poblada del país, amb una superfície de 5,0 km².
El 1743 fou elevada a la categoria de ciutat pel Gran Mestre Manuel Pinto da Fonseca, d'aquí deu el seu sobrenom i també l'escut, inspirat en el del Mestre, amb cinc llunes creixents de gules.
La ciutat compta amb dues esglésies, una dedicada a Sant Jordi i l'altra dedicada a Sant Sebastià.